# روبرت المر هاربر
روبرت المر هاربر (بالإنجليزية: Robert Almer Harper)‏ (12 مايو 1946 21 يناير 1862). كان عالم نبات أمريكي .

## روابط خارجية
- روبرت المر هاربر على موقع الموسوعة البريطانية (الإنجليزية)